# Cirrhinus caudimaculatus
Cirrhinus caudimaculatus är en fiskart som först beskrevs av Fowler, 1934.  Cirrhinus caudimaculatus ingår i släktet Cirrhinus och familjen karpfiskar. Inga underarter finns listade i Catalogue of Life.